# NGC 1511
NGC 1511 je galaksija u zviježđu Maloj vodenoj zmiji.

## Vanjske poveznice
- SEDS: NGC 1511